# Tally Brown
Tally Brown (1. srpna 1924 New York – 6. května 1989 tamtéž) byla americká herečka a zpěvačka. Nejprve získala klasické hudební vzdělání na Juilliard School, později se však začala zajímat více o jazz a blues. Později vydala album nazvané A Torch for Tally. Rovněž hrála v několika divadelních hrál. V šedesátých letech začala hrát také v newyorských avantgardních filmech. Patří mezi ně například Batman Dracula a Camp od Andyho Warhola, Coming Attractions (1970) manželů Beverly a Tonyho Conradových. Kromě undergroundových snímků hrála v horroru Tichá noc, krvavá noc (1972). V roce 1979 o ní režisér Rosa von Praunheim natočil dokumentární film s názvem Tally Brown, New York. Zemřela na mrtvici ve věku 64 let.